# 昭和タクシー (広島県)
昭和タクシー有限会社（しょうわタクシー）は、広島県府中市上下町に本社を置くタクシー・バス事業者である。

## 路線バス（過去）
以下の区間で路線バスを運行していたが、現在は運行していない。

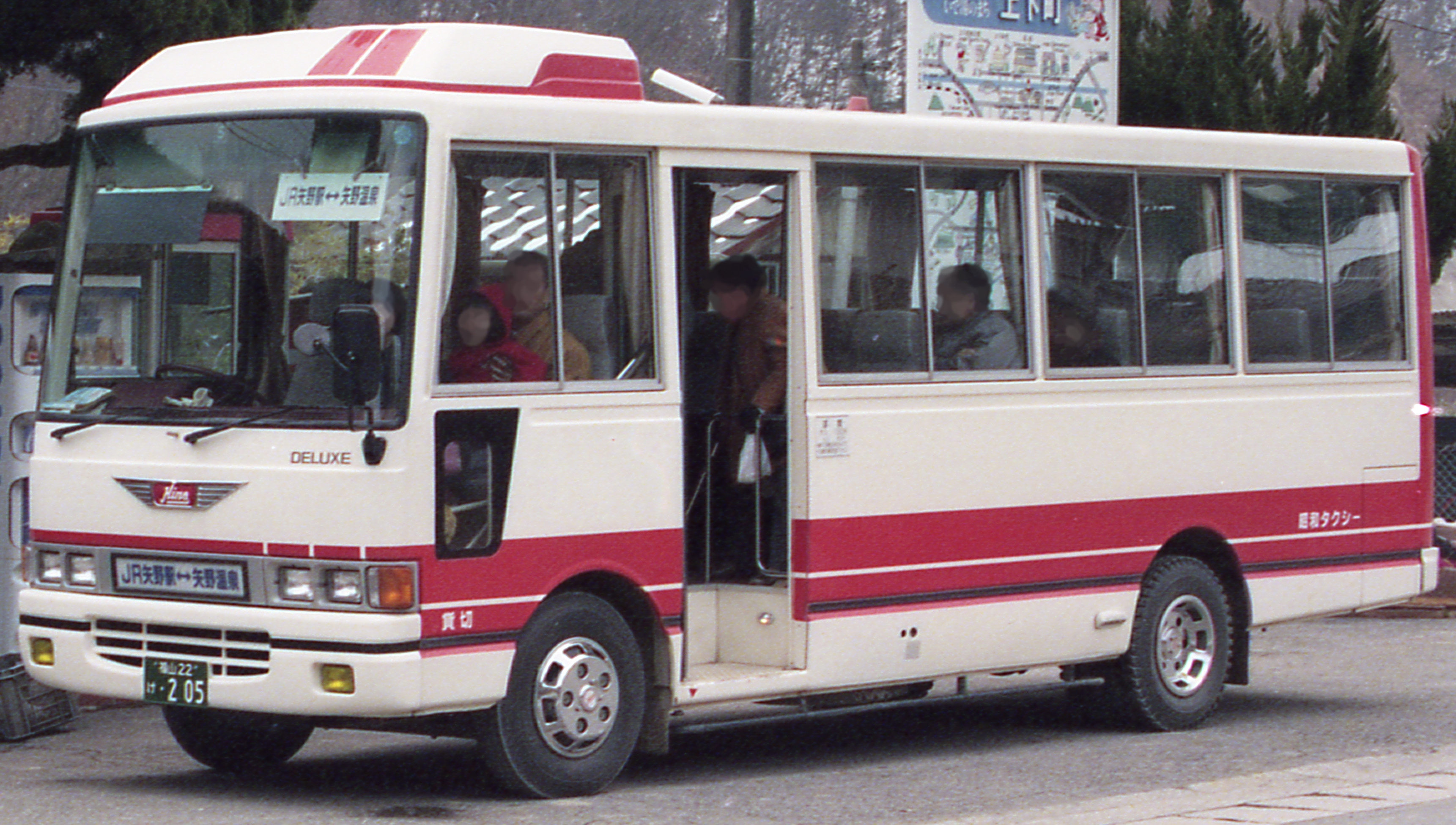
路線バスの車両（1996年当時）

- JR矢野駅 - 矢野温泉